# Лодай (Нью-Джерсі)
Лодай (англ. Lodi) — місто (англ. borough) в США, в окрузі Берген штату Нью-Джерсі. Населення — 26 206 осіб (2020).

## Географія
Лодай розташований за координатами 40°52′40″ пн. ш. 74°4′57″ зх. д. / 40.87778° пн. ш. 74.08250° зх. д. (40.877915, -74.082500).  За даними Бюро перепису населення США в 2010 році місто мало площу 5,92 км², з яких 5,87 км² — суходіл та 0,05 км² — водойми.

## Демографія
Згідно з переписом 2010 року, у селищі мешкало 24 136 осіб у 9471 домогосподарстві у складі 6112 родин. Було 10127 помешкань
Расовий склад населення:
| - 68,2 % — білих - 8,6 % — азіатів - 7,5 % — чорних або афроамериканців - 0,4 % — корінних американців - 0,1 % — вихідців з тихоокеанських островів - 11,5 % — осіб інших рас |

До двох чи більше рас належало 3,7 %. Частка іспаномовних становила 30,5 % від усіх жителів.
За віковим діапазоном населення розподілялося таким чином: 21,3 % — особи молодші 18 років, 65,6 % — особи у віці 18—64 років, 13,1 % — особи у віці 65 років та старші. Медіана віку мешканця становила 37,7 року. На 100 осіб жіночої статі у селищі припадало 90,3 чоловіків;  на 100 жінок у віці від 18 років та старших — 86,7 чоловіків також старших 18 років.
Середній дохід на одне домашнє господарство  становив 66 042 долари США (медіана — 50 774), а середній дохід на одну сім'ю — 72 776 доларів (медіана — 56 475). Медіана доходів становила 43 110 доларів для чоловіків та 40 708 доларів для жінок. За межею бідності перебувало 14,9 % осіб, у тому числі 24,4 % дітей у віці до 18 років та 13,5 % осіб у віці 65 років та старших.
Цивільне працевлаштоване населення становило 12 029 осіб. Основні галузі зайнятості: освіта, охорона здоров'я та соціальна допомога — 25,2 %, роздрібна торгівля — 13,5 %, мистецтво, розваги та відпочинок — 9,8 %, науковці, спеціалісти, менеджери — 9,5 %.